# C/2014 L5 (Lemmon)
C/2014 L5 (Lemmon) — одна з гіперболічних комет. Ця комета була відкрита 9 червня 2014 року; вона мала 20.1m на час відкриття.